# Grahamomyia
Grahamomyia là một chi ruồi trong họ Limoniidae. Các loài trong chi này phân bố ở Tứ Xuyên, Trung Quốc.

## Các loài
- G. bicellula Alexander, 1935